# Sporta klubs Blāzma
Lo SK Blāzma (per esteso Sporta klubs "Blāzma") è una società calcistica con sede a Rēzekne, in Lettonia.

## Storia
Il club partecipò per la prima volta alla massima serie lettone nel 1950 come Dinamo Rēzekne, terminando 14° su 17 squadre e retrocedendo: ottenne l'immediata promozione, ma nel 1952 retrocesse di nuovo finendo 9º su 11. Ritornò nel 1956 con il nome di Rēzekne: stavolta conservò la categoria fino al 1958, quando si ritirò dopo 9 giornate. Riuscì nuovamente a conquistare l'immediata promozione, ma andò incontro ad una nuova retrocessione immediata, finendo 10º su 12 squadre.
Con il nuovo nome Mašīnbūvētājs Rēzekne, il club tornò in massima serie, ma fu di nuovo immediatamente retrocesso. Riuscì a riconquistare la promozione solo al termine del campionato 1975; disputò dunque il massimo campionato lettone fino al 1978, quando finì ultimo. Fece altre due apparizione nel 1981 e nel 1985, retrocedendo in entrambe le occasioni immediatamente.
La pronta promozione ottenuta alla fine del 1986 aprì un lungo periodo in massima serie: dopo le salvezze nel 1987 e il 1988 il club cambiò nome nel 1989 in Torpedo Rēzekne, finendo ottavo. Fece ancora meglio nel 1990, col nome di Latgale, quando arrivò addirittura 3°.
Tra il 1992 e il 1996 fu conosciuto come Vairogs, giocando sempre in Virslīga e ottenendo come migliore risultato il 5º posto del 1994 accompagnato da una semifinale in Coppa di Lettonia. Nel 1997 tornò a chiamarsi semplicemente FK Rēzekne: dopo due anni, però, i risultati peggiorarono e retrocesse in 1. Līga.
Cambiò nome in RSK Dižvanagi, rimanendo in 1. Līga, fino al 2006, quando finì terzo, ma di fatto primo in classifica, dato che ai primi due posti c'erano le formazioni riserve di Skonto e Ventspils, riuscendo a tornare in Virslīga. Tuttavia il ritorno in massima serie fu disastroso, con la squadra che ottenne appena 2 punti.
Nel 2007 ci fu la fusione con il Blāzma: il Dižvanagi divenne la squadra riserve, andando a giocare in 2. Līga, mentre il Blazma finì seconda, ottenendo di fatto un immediato ritorno in Virslīga. Dopo tre salvezze tra il 2008 e il 2010, prima dell'inizio della stagione 2011 rinunciò a partecipare al campionato, scendendo in 2. Līga.

## Palmarès

### Altri piazzamenti
- Coppa di Lettonia:

Semifinalista: 2006
- 1. Līga:

Terzo posto: 2005